# Wilder (Vermont)
Wilder – jednostka osadnicza w Stanach Zjednoczonych, w stanie Vermont, w hrabstwie Windsor.